# سیارک ۱۲۳۵۶
سیارک ۱۲۳۵۶ (به انگلیسی: 12356 Carlscheele، نامگذاری:1993RM14) دوازده هزار و سیصد و پنجاه و ششمین سیارک کشف شده‌است که در ۱۵ سپتامبر ۱۹۹۳ کشف شد.
قدر مطلق سیارک برابر ۲۹.۵ است.